# لوسيا كاستانيدا
لوسيا كاستانيدا (بالإسبانية: Lucía Castañeda)‏ هي رباعة نيكاراغوية، ولدت في 8 يوليو 1981 في ماناغوا في نيكاراغوا.

## وصلات خارجية
- لوسيا كاستانيدا على موقع أوليمبيديا (الإنجليزية)